# Электрический разряд

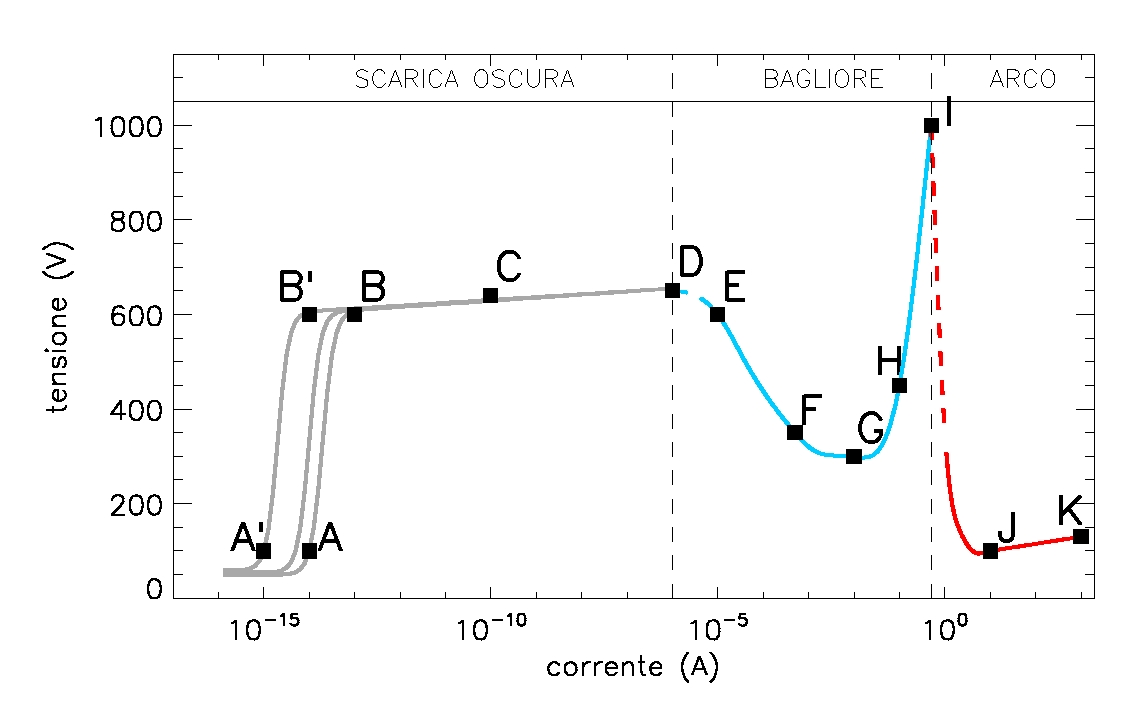
Напряжение по отношению к характеристикам тока для неонового газа при давлении в 1 Торр между плоскими электродами, расположенными на расстоянии 50 см.

Электрический разряд — процесс протекания электрического тока, связанный со значительным увеличением электропроводимости среды относительно её нормального состояния.
Увеличение электропроводности обеспечивают дополнительные свободные носители заряда. Электрические разряды можно разделить на:
- Несамостоятельный разряд — разряд, протекающий за счёт внешнего ионизатора.
- Самостоятельный разряд — разряд, который может проходить без действия внешнего ионизатора.

Виды самостоятельных разрядов:
- коронный,
- дуговой,
- искровой,
- тлеющий.

Переход от несамостоятельного разряда к самостоятельному называется электрическим пробоем. Электрический разряд и пробой отличаются по происхождению: пробой связан со скачкообразным увеличением тока при напряжении пробоя, а электрический разряд — со скачком тока при росте проводимости среды.

## Применение
Свойства и эффекты электрических разрядов имеют широкое техническое применение. Крошечные разряды тока используются для обнаружения ионизирующего излучения в трубке Гейгера-Мюллера. Низкий постоянный ток может быть использован для демонстрации спектра газов в газонаполненной трубе. Неоновая лампа является примером газоразрядной лампы, которую можно использовать как в освещении, так и в качестве индикатора напряжения. Ксеноновая лампа-вспышка создает короткий импульс интенсивного света, полезного для фотографии, посылая сильный ток через газовый дуговой разряд. Коронные разряды используются в фотокопировальных машинах.
Электрические разряды могут передавать значительную энергию электродам на концах разряда. Разрядник используется в двигателях внутреннего сгорания для воспламенения топливно-воздушной смеси при каждом ударе поршня. Разрядники также используются для переключения тяжелых токов в генераторе Маркса и для защиты электрооборудования. В электроэрозионной обработке, несколько крошечных электрических дуг используются для эрозии токопроводящего изделия до готовой формы. Дуговая сварка используется для сборки тяжелых стальных конструкций, где основной металл нагревается до плавления под воздействием тепла дуги. Электродуговая печь выдерживает дуговой ток в десятки тысяч ампер и используется для металлургического производства сплавов и других продуктов.